# الزناتي إمحمد الزناتي
الزناتي إمحمد الزناتي (مواليد 1937) بمدينة سرت وهو من قبيلة القذاذفة. الأمين السابق لمؤتمر الشعب العام في ليبيا. (1992 - 2008). ورئيس الاتحاد البرلماني الإفريقي (1996 – 1997). خلفه في منصب أمين مؤتمر الشعب العام مفتاح كعيبة. شغل لاحقًا منصب المنسق العام للقيادة الشعبية الاجتماعية على مستوى الجماهيرية خلفا للواء سيد قذافي.

## سيرة
تلقى في بداية حياته تعليما دينيا، وقد عاش أولى سنوات دراسته في مدينة سرت وحفظ القرآن الكريم بالجامع العتيق للمرة الأولى صعودا، ثم انتقل إلى مدينة الجفرة وحفظ القرآن الكريم للمرة الثانية نزولا، وكان من المفروض أن يثبت القرآن الكريم للمرة الثالثة ولكن شاءان ينتقل لتلقي علوم الدين والشريعة في جامعة محمد بن علي السنوسي الإسلامية في مدينة البيضاء، ومنها تخرج وتحصل على درجة العالمية في أصول الدين، وفي العام 1967 (أثناء العهد الملكي) انتخب نائبا في مجلس النواب الليبي.
بعد الثورة الليبية عام 1969 كان الشيخ الزناتي قد تدرج من عدة مهام في وزارة الزراعة وفي عدة مناصب إلى أن شغل وظيفة أمين مؤتمر الشعب العام 1992 - 2008، ثم المنسق العام للقيادات الشعبية الاجتماعية لليبيا.